# Henrik Birch
Henrik Birch född 5 september 1956, är en dansk skådespelare.
Birch studerade vid Statens Teaterskole 1979. Han har spelat vid många teatrar i Danmark, och har gjort en lång rad skiftande roller. Bland hans främsta insatser är Frank i Magnus Dahlströms Järnbörd på Mammutteatret 1992 och Hans Jørgen Skovgaard i Franz Xaver Kroetz Der Drang på Teater Får302 2000.

## Filmografi (urval)
- 1983 – Isfugle
- 1997 – Taxa (TV-serie)
- 2003 – Krönikan (TV-serie)
- 2004 – Pusher II
- 2005 – Anna Pihl (TV-serie)
- 2011 – Borgen (TV-serie)
- 2015 – Idealisten
- 2020 – Utredningen (TV-serie)